# Store-Kari
Store-Kari ist ein inselartiger und 3 m hoher Klippenfelsen vor der Nordküste der unter norwegischer Verwaltung stehenden Bouvetinsel im Südatlantik. Er liegt 1,2 km östlich des Kap Valdivia.
Teilnehmer einer Expedition unter der Leitung des Norwegers Harald Horntvedt (1879–1946) kartierten den Felsen im Dezember 1927. Horntvedt benannte ihn in Verbindung mit dem 1,5 km östlich liegenden Litle-Kari.